# Love or Something Like It
Love or Something Like It è un album del cantautore statunitense Kenny Rogers, pubblicato dall'etichetta discografica United Artists nel 1978.
L'album è prodotto da Larry Butler, mentre gli arrangiamenti sono curati da Bill Justis.
L'uscita del disco è anticipata da quella del singolo omonimo.

## Tracce

### Lato A
1. Love or Something Like It
2. There's a Lot of That Going Around
3. Buried Treasures
4. Something About Your Song
5. Momma's Waiting

### Lato B
1. We Could Have Been the Closest of Friends
2. I Could Be So Good for You
3. Sail Away
4. Even a Fool Would Let Go
5. Highway Flyer
6. Starting Again